# Nikolai Hængsle

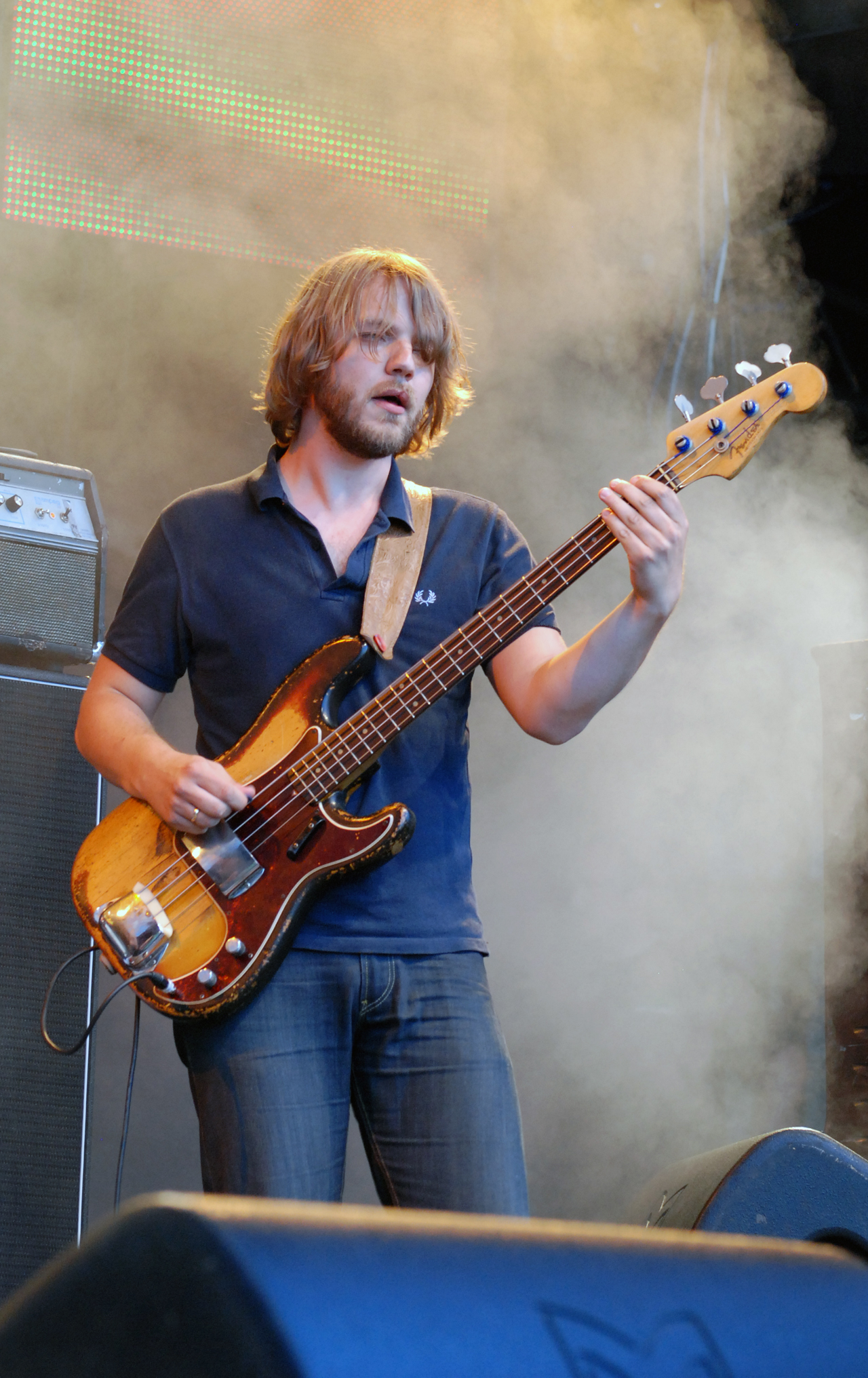
Nikolai Hængsle (2009)

Nikolai Hængsle Eilertsen (* 24. Juni 1978 in Skotselv) ist ein norwegischer Fusion- und Rockmusiker (Bass).

## Wirken
Eilertsen wurde vor allem als Mitglied von BigBang (1999–2004, 2009–heute) und der Rock- und Popband The National Bank (2004-heute) bekannt. Mit The National Bank erhielt er 2004 den Spellemannprisen in der Klasse Popband für deren gleichnamiges Debütalbum.
Eilertsen gehört auch zu den Bands Lester, Needlepoint und Elephant9; mit Elephant9 erschien 2024 deren elftes Album Mythical River. Mit dieser Band erhielt er den Spellemannprisen 2010 in der Klasse „Jazz“ für das Album Walk the Nile. Er ist auch auf Alben von Band of Gold, Whipping Post, Knut Reiersrud Band, Møster! und Southpaw zu hören. 2016 erhielt er den Gammleng-Preis in der Kategorie „Studiomusiker“.